# 948

## Догађаји
- Византијско-арапски ратови: Хамданидске снаге под вођством Саифа ал-Давле упадају у Малу Азију. Византинци одговарају репресалијама које је предводио Лав Фока Млађи, узимајући заробљенике и рушећи зидове Хадата (савремена Турска).
- Две мађарске војске упадају у Баварску и Корушку. Један од њих је поражен код Флозуна у Нордгау од Хајнриха I, војводе Баварске.
- Краљ Отон I поставља свог сина Лиудолфа за војводу од Швапске, учвршћујући остонску доминацију у јужној Немачкој.
- Сунифред II од Ургела умире без потомака, а наследио га је његов нећак Борел II, гроф од Барселоне.
- Краљ Еадред пустоши Нортамбрију и спаљује цркву Светог Вилфрида у Рипону. На путу кући, трпи велике губитке код Каслфорда. Еадред успева да провери своје ривале, а Нортамбријанци су приморани да му плате одштету.
- Фатимидске снаге под командом ал-Хасана ибн Алија ал-Калбија гуше побуну у Палерму и брзо заузимају острво. Калиф ал-Мансур би-Наср Алах поставља Алија ал-Калбија за емира Сицилије, чиме почиње владавина династије Калбида.
- Краљевину Нри (савремена Нигерија) је основао свештеник-краљ Ери (до 1041).
- Краљ Отон I оснива мисионарске бискупије Бранденбург и Хавелберг на територији Марша Геронис.
- Изграђен је храм Налур Кандасвами, један од најзначајнијих хиндуистичких храмова у округу Јафна (модерна Шри Ланка).